# Angelica și regele
Angelica și regele (titlul original: în franceză Angélique et le roy) este un film de aventuri, coproducție franco-italo-german, realizat în 1966 de regizorul francez Bernard Borderie după romanul scriitoarei Anne Golon. Este al treilea dintr-o serie de cinci filme cu Angelica.

## Distribuție
- Michèle Mercier – Angélique de Plessis-Bellieres
- Claude Giraud – Philippe de Plessis-Bellieres
- Jean Rochefort – Desgrez
- Robert Hossein – Jeoffrey de Peyrac
- Sami Frey – Bachtiary Bey
- Estella Blain – Madame de Montespan
- Fred Williams – Ràkóczi
- René Lefèvre – Colbert
- Jacques Toja – Ludwig XIV.
- Michel Galabru – Bontemps
- Ann Smyrner – Thérèse
- Roberto – Barcarolle
- Pasquale Martino – Savary
- Jean Lefebvre – farmacistul
- Carol Le Besque – La Desoeillet

## Premii
- 1968: Goldene Leinwand

## Celelalte filme din serie
- 1964 Angelica, marchiza îngerilor (Angélique, marquise des anges)
- 1965 Minunata Angelica (Merveilleuse Angélique)
- 1966 Angelica și regele (Angélique et le roy)
- 1967 Neîmblânzita Angelica (Indomptable Angélique)
- 1968 Angelica și sultanul (Angélique et le sultan)